# Siphonognathus tanyourus
Siphonognathus tanyourus is een  straalvinnige vissensoort uit de familie van botervissen en wijtingen (Odacidae). De wetenschappelijke naam van de soort is voor het eerst geldig gepubliceerd in 1986 door Gomon & Paxton.
De soort staat op de Rode Lijst van de IUCN als Onzeker, beoordelingsjaar 2009.